# Anja Eichhorn

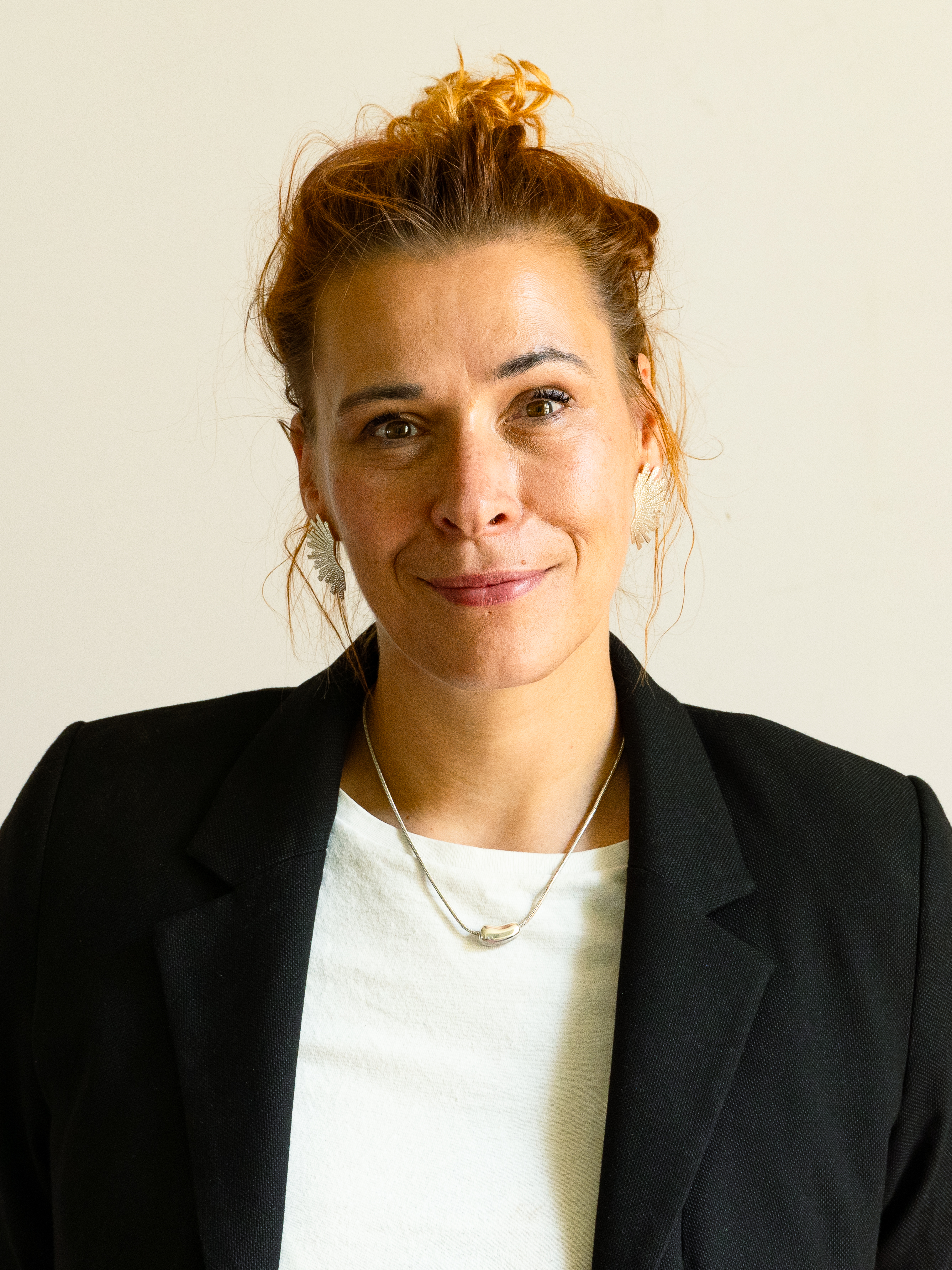
Anja Eichhorn im Juni 2025

Anja Eichhorn ist eine deutsche Politikerin (Die Linke) und seit 2025 Co-Vorsitzende von Die Linke Sachsen.

## Leben
Eichhorns politische Tätigkeit begann 2002, als sie Mitglied des Beauftragtenrates der Linksjugend der PDS wurde. Sie studierte Kunstgeschichte in Halle und Dresden. Sie schloss das Studium mit dem Master of Arts ab. Ab 2012 arbeitete sie bei der Europaabgeordneten Cornelia Ernst.
Am 14. Juni 2025 wurde Eichhorn gemeinsam mit Marco Böhme zur Landesvorsitzenden der Linken in Sachsen gewählt.